# Distrito de Kishtwar
Kishtwar es un distrito de la India en el estado de Jammu y Cachemira. Código ISO: IN.JK.KW.
Comprende una superficie de 2 828 km².
El centro administrativo es la ciudad de Kishtwar.

## Demografía
Según censo 2011 contaba con una población total de 231 037 habitantes, de los cuales 110 541 eran mujeres y 120 496 varones.